# 雷梅泰亞鄉 (哈爾吉塔縣)

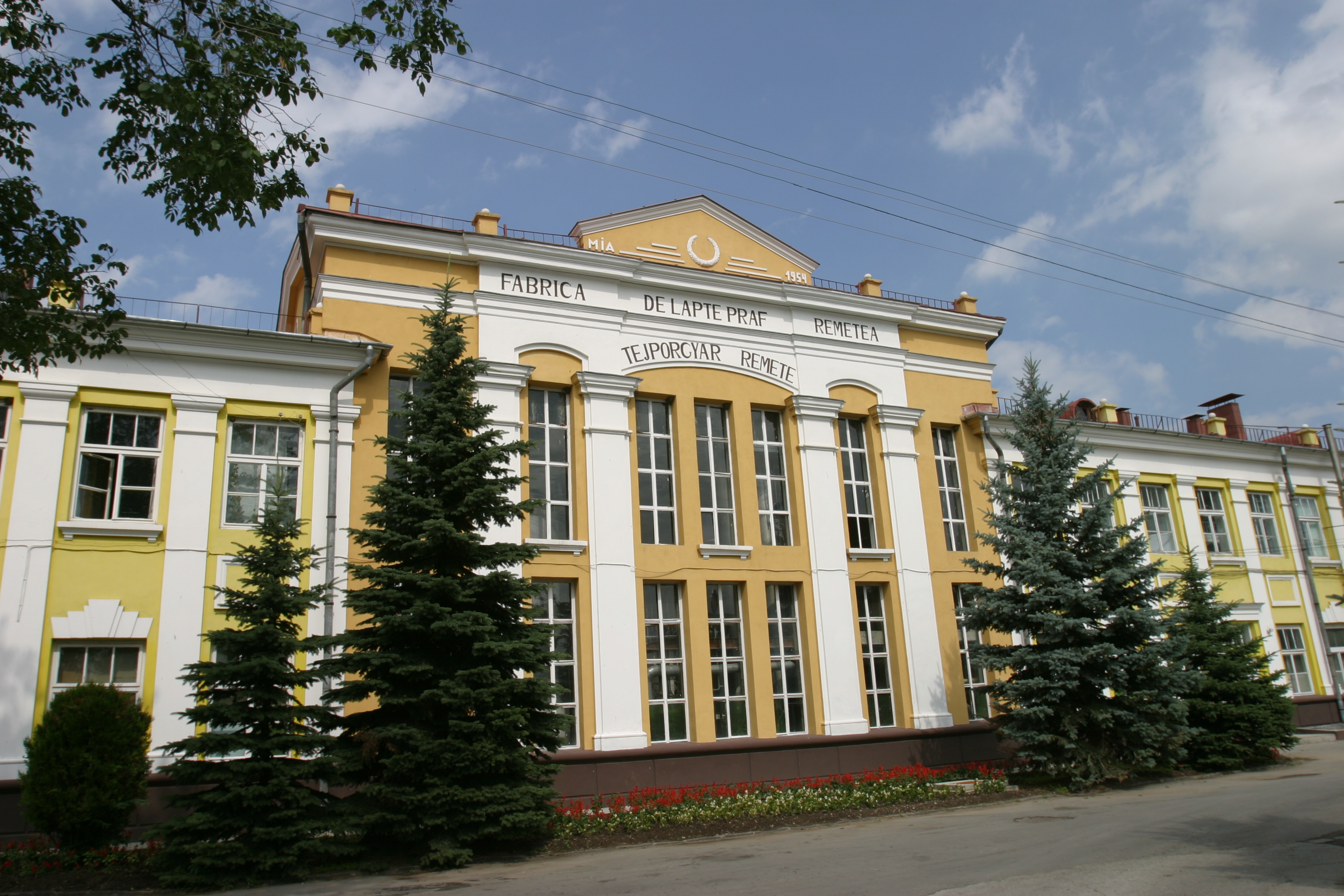

46°47′0″N 25°27′0″E / 46.78333°N 25.45000°E
雷梅泰亞鄉（羅馬尼亞語：Comuna Remetea, Harghita），是羅馬尼亞的鄉份，位於該國中部，由哈爾吉塔縣負責管轄，面積106平方公里，海拔高度754米，2007年人口6,261，人口密度每平方公里59人。